# Kurverein
Seit dem deutschen Spätmittelalter kam es auf Zusammenkünften der (sieben) für die Wahl des deutschen Herrschers zuständigen Kurfürsten mitunter zum Abschluss eines Vertrags, den man später Kurverein nannte. Solch ein Vertrag bzw. Bündnis hatte also kurfürstliche Rechte und die Mitverantwortung der Kurfürsten am Reich zum Inhalt. 
Bedeutende Kurvereine waren:
- Kurverein von Rhense (16. Juli 1338)
- Kurverein von Boppard (11. April 1399)
- Mainzer Kurverein (15. September 1399)
- Kurverein von Bingen (17. Januar 1424)
- Frankfurter Kurverein (18. März 1558)

Ein weiterer „Kurverein“ wurde von den Rheinischen Kurfürsten durchgeführt. Deren Hauptanliegen waren Vereinbarungen für eine einvernehmliche Ordnung für die Schifffahrt auf dem Rhein und der „Rheinzölle“. Der erste derartige „Kurverein“ fand unter Beteiligung der drei Erzbischöfe von Köln, Mainz und Trier 1354 statt. Bei den weiteren derartigen Treffen, die nun häufiger besonders im 15. Jahrhundert aber auch noch danach stattfanden, war der Kurfürst aus der Kurpfalz ein vierter Teilnehmer.